# Янь Вэньлян
Янь Вэньля́н (кит. трад. 顏文樑, упр. 颜文樑, пиньинь Yán Wénliáng; 20 июля 1893 — 1 мая 1988) — китайский художник XX века, один из основоположников современной китайской живописи, первооткрыватель масляной живописи в Китае; наряду с такими выдающимися художниками как Сюй Бэйхун, Линь Фэнмянь и Лю Хайсу (刘海粟; 1896—1994) называется в числе «четырех великих директоров». Вместе с Чжу Шицзе (朱士杰; 1900—1999) и Ху Цуйчжуном (胡粹中; 1900—1975) основал Сучжоускую школу искусств (впоследствии вошла в состав Нанкинского института искусств). В 1927 году основал Сучжоускую художественную галерею. В 1928 году отправился в Париж, где проходил обучение в Национальной высшей школе изящных искусств. После возвращения в Китай в 1932 году последовательно занимал место ректора Сучжоуской школы искусств, декана факультета искусств Центрального университета, директора восточного отделения Центральной художественной галереи, проректора Чжэнской академии искусств, а также профессора Центральной академии искусств. Гармонично соединив в своих работах западные изобразительные приемы с традиционной китайской эстетикой, создал особый художественный стиль, который является воплощением современной китайской реалистической живописи.

## Жизненный путь
Родился 20 июля 1893 года в Сучжоу. В детстве Янь Вэньлян обучался живописи тушью у своего отца — художника Янь Юаня (颜元; 1860—1934). В 1899 году поступил в частную школу, спустя два года начал учиться живописи в жанре «цветы и птицы» и акварели у наставника. В 12 лет копировал иллюстрации из трактата «Слово о живописи из сада величиной с горчичное зерно». В 13 лет скопировал картину «Чжун Куй» художника Ху Саньцяо (胡三桥; 1839—1883).
В 1906 году Янь Вэньлян поступил в государственную школу, основанную в Сучжоу художником и каллиграфом Ван Тунъюем (王同愈; 1839—1883), а также познакомился с преподавателем Ло Шуминем (罗树敏) и заинтересовался западной живописью.
В 1909 осваивал акварельную живопись под руководством японского живописца Сунган Чжэнши.
В июне 1910 года в Нанкине состоялась первая в истории Китая официальная международная выставка. По рекомендации школы, в которой учился Янь Вэньлян, его карандашный рисунок «Сучжоуский вокзал» принял в ней участие.
В 1912 году Янь Вэньлян вернулся в Сучжоу и сосредоточился на изучении западной живописи. Он исследовал состав масляных красок и после множества попыток самостоятельно изготовил их, смешивая скипидар, рыбий жир и красители. При помощи этого материала копировал западную масляную живопись. Используя краску собственного изготовления, он создал свое первое произведение масляной живописи.
В 1916 году занял место преподавателя рисования в уездной средней школе. В 1917 году по заказу хозяина мастерской гравирования и печатания в Шанхае написал 16 акварельных пейзажей, которые были отосланы в Шанхайское коммерческое издательство, напечатаны и распроданы.
В 1919 году Янь Вэньлян вместе с Пань Чжэньсяо (潘振霄; 1875—1953) и Сю Юнцином (徐咏清; 1880—1953) организовал Сучжоускую художественную выставку. Эта была первая всекитайская художественная выставка, цель которой заключалась в том, чтобы «поощрить занятия живописью, воодушевить друг друга, ознакомиться с картинами, а не дать им оценку». На выставке были представлены работы художников всего Китая и даже европейских стран, выполненные в самых разнообразных жанрах и техниках: традиционная китайская живопись, масляная живопись, карандашный рисунок, восковая живопись, рисунок пером и тушью, лаковая живопись и др. Двухнедельная Сучжоуская художественная выставка проходила каждый год в течение 20 лет.
В сентябре 1922 года Янь Вэньлян, Чжу Шицзе и Ху Цуйчжун официально основали Сучжоускую школу искусств. Янь Вэньлян стал ее первым директором. В Сучжоуской школе искусств могли обучаться женщины. Янь Вэньлян, Чжу Шицзе и Ху Цуйчжун получили славу «трех великих деятелей» в сфере искусства.
В сентябре 1928 года Янь Вэньлян, поддерживаемый Сюй Бэйхуном, Чжу Шицзе и Ху Цуйчжуном, отправился в Национальную высшую школу изящных искусств в Париже. Там он учился вместе с Фан Ганьминем (方干民; 1906—1984) и Чжоу Бичу (周碧初;1903-1995). Прибыв в Париж, Янь Вэньлян держа в руках рекомендательное письмо от Сюй Бэйхуна и свою работу пастелью «Кухня», отправился к известному художнику Даньян-Бувре, который некогда был учителем Сюй Бэйхуна. Получив рекомендацию Даньян-Бувре он отправился к художнику Пьеру Боннару, после чего был принят в высшую школу изящных искусств.
В 1929 году Янь Вэньлян принял участие в Осеннем салоне с тремя картинами: «Кухня», «Мастерская художника» и «Сучжоуская пагода Благого свечения». Все они были избраны жюри для участия в выставке, однако «Кухня» получила самую высокую оценку: она была награждена почетными грамотами от министра образования и министра искусств. В начале XX века Янь Вэньлян был единственным художником, которому удалось получить такую известность во Франции. В 1932 году, после трех лет учебы во Франции, Янь Вэньлян снова вернулся в Сучжоу.
В 1933 году Сюй Бэйхун был приглашен во Францию и СССР для организации выставок. Он предложил Янь Вэньляну занять должность декана факультета искусств Центрального университета, а также преподавателя контурного рисунка и масляной живописи.
Во время войны с Японией Янь Вэнлян окольными путями уехал из Ханчжоу в Шанхай. На многочисленные требования японцев вернуться в Ханчжоу и возобновить работу школы искусств, сопровождаемые угрозами или попытками подкупа, он отвечал отказом. Лишь после окончания войны работа школы была возобновлена.
После 1949 года Янь Вэньлян последовательно занимал посты проректора восточного отделения Центральной академии искусств, проректора Чжэцзянской академии искусств, члена правления Китайской ассоциации художников.
В 1947 году Янь Вэньлян вместе с У Чжэном (吴徵; 1878—1949), Чжан Дацянем, У Хуфанем (吴湖帆; 1894—1968) и другими участвовал в подготовке к строительству Шанхайской художественной галереи.
В 1957 году Янь Вэньлян написал книгу «Перспектива в изобразительном искусстве» (состоит из 600 тысяч иероглифов и более 500 иллюстраций), в которой детально излагается западная теория перспективы.

### «Культурная революция»
В мае 1966 года, после начала «культурной революции» Янь Вэньлян был принужден хунвэйбинами явиться в Ханчжоу, предстать перед судом и выступить с самокритикой. На следующий год он был освобожден и поехал в Шанхай. В Шанхае он по-прежнему подвергался критике со стороны хунвэйбинов и директора Шанхайской академии живописи Фэн Цзыкая. После этого его принудили еще раз прибыть в Ханчжоу, где он подвергся «перевоспитанию» и был посажен под домашний арест. В течение года и трех месяцев каждый день его заставляли писать идеологические «доклады», терпеть позор и унижение.
За время «культурной революции» в соответствии с лозунгом «сокрушить четыре пережитка» хунвэйбины полностью уничтожили гипсовые статуи, привезенные Янь Вэньляном в Сучжоу из Франции. Профессор Нанкинской академии искусств Чжан Хуацин (张华清; род. 1932) вспоминает: «После „культурной революции“ встретив господина Яня, я сказал ему: „Господин Янь, я должен сообщить вам одну роковую весть, все гипсовые статуи, которые вы привезли, были уничтожены хунвэйбинами“. Тогда на глазах у господина Янь Вэньляня показались слезы. Я тоже молча заплакал».
Чтобы спасти от расправы свои работы, Янь Вэньлян спрятал большое количество картин в стене дома своего ученика. Только спустя некоторое время после окончания «культурной революции» они смогли снова увидеть свет.
В 1979 году Янь Вэньлян, Чжу Цичжань (朱屺瞻; 1892—1996), Гу Лян (谷量) и Кун Боцзи (孔柏基; род. 1932) устроили совместную выставку в парке Чжанфэн (长风公园; Шанхай).
Янь Вэньлян скончался 1 мая 1988 года в Шанхае. Он прожил 94 года. Родные Янь Вэньляна захоронили его прах в Сучжоу.

## Особенности творчества

### Влияние импрессионистов
Главными направлениями творческой деятельности Янь Вэньляна являются глубокое изучение масляной живописи и создание самобытного художественного стиля. Художественный критик Шан Хуэйцзи (尚辉即) считает, что «Янь Вэньлян — один из немногих в Китае, кто уловил суть импрессионизма. Кроме того, он является художником, которому в европейской масляной живописи реалистического направления удалось достичь мастерства, достигающего уровня Г.Курбе. По своему художественному языку он более близок китайским живописцам. Этим он отличается и в то же время походит на других провозвестников западной живописи в Китае».
Сам Янь Вэньлян говорил: «Некогда мне не слишком нравился импрессионизм, но незаметно для самого себя я начал испытывать его влияние. Этот стиль действительно хорош». Бурно развивающийся импрессионизм на самом деле не мог не оказать влияния на Янь Вэньляна, который учился тогда во Франции.

### Художественная манера
Фэй Ифу (费以复; 1913—1982) в 1981 году писал: «Мы восхищались его пейзажами, которые написаны реалистично и вместе с тем детально. Однако если попробовать скопировать его работу, непременно утратится исходная живость, получится скучная картина. Его особую манеру нельзя скопировать, ее можно только воспринимать. К примеру, если смотреть на нарисованные им деревья, вблизи они кажутся множеством разнообразных зеленых пятен, но с надлежащего расстояния увидишь колыхающуюся на ветру листву и порхающих среди нее птиц. Вблизи можно увидеть всего лишь несколько красных пятен, но стоит отойти подальше как они превращаются в цветы, трепещущие на ветру.»

### Известные работы
«Кухня» («厨房»): была написана Янь Вэньляном еще до поездки во Францию; получила большую награду на Осеннем салоне.
«Ночная навигация по реке Пуцзян» (приблиз. перевод; «浦江夜航»; 1950), «Ночной пригород» (приблиз. перевод; «深夜之市郊»;1954): редактор журнала «Искусство» Шан Хуэйцзай (尚辉在) в своей книге, посвященной творчеству Янь Вэньляна, назвал эти работы самыми характерными произведениями художника. Первая из них находится в коллекции Шанхайского исторического музея.
«Ночной причал у моста Фэнцяо» (приблиз. перевод «枫桥夜泊»): в 1984 году получила приз 6-й Всекитайской художественной выставки.
«Озеро Наньху» («南湖»; 1964); «Вторая судоверфь» (приблиз. перевод; «船厂之二»; 1959); «Красное море» («红海»; 1928); «Английский парламент» («英国议院»; 1929); «Снова остановка у моста Фэнцяо» (приблиз. перевод; «重泊枫桥»; 1980): хранятся в Китайском музее изобразительного искусства.
«Флорентийская площадь» ("佛罗伦萨广场;1930); «Дом Всекитайского собрания народных представителей» («北京人民大会堂»1953); «Храм неба в Пекине» («北京天坛»; 1953): хранятся в Сучжоуской художественной галерее.
«Пульс родины» («祖国的脉搏»; 1984): хранится в Китайской академии искусств.
«После снегопада» («雪霁»; 1950); «Восход солнца над озером Наньху» («南湖旭日»; 1964): находятся в частных коллекциях.
Работы Янь Вэньляна часто пытаются подделывать.